# 科托羅
科托羅是古巴首都哈瓦那的一个区，距離哈瓦那舊城16公里，始建於1822年，面積66平方公里，2004年人口74,650，人口密度為每平方公里1,131人。

## 外部連結
- Cotorro website
- Cotorro cultural website